# Great Bend (Pennsylvania)
Great Bend is een plaats (borough) in de Amerikaanse staat Pennsylvania, en valt bestuurlijk gezien onder Susquehanna County.

## Demografie
Bij de volkstelling in 2000 werd het aantal inwoners vastgesteld op 700. In 2006 is het aantal inwoners door het United States Census Bureau geschat op 679, een daling van 21 (-3,0%).

## Geografie
Volgens het United States Census Bureau beslaat de plaats een oppervlakte van 0,7 km², geheel bestaande uit land. Great Bend ligt op ongeveer 414 m boven zeeniveau.

## Geboren
- Ray Kellogg (1919-1981), Amerikaans acteur

## Plaatsen in de nabije omgeving
De onderstaande figuur toont nabijgelegen plaatsen in een straal van 16 km rond Great Bend.